# Бітюкова Ольга Борисівна
Ольга Борисівна Бітюкова (рос. Ольга Борисовна Битюкова; нар. 21 березня 1958, Москва, РРФСР, СРСР) — радянська російська актриса театру та кіно.

## Життєпис
Ольга Бітюкова народилася в родині відомого радянського кіноактора Бориса Бітюкова та актриси Юліани Бугайової. Молодша сестра Ольги — Людмила.
Перша роль у кіно — Варвара Кутейщикова у фільмі «Москва — Кассіопея» (1973) режисера Річарда Вікторова. Після закінчення школи зробила спробу вступити до ВДІКУ, а після невдачі — до Інституту культури. Мрії про акторську кар'єру довелося на час залишити. Попрацювавши в Ленінській бібліотеці, Ольга отримала запрошення на роль. Потім вона працювала в кіно і паралельно вивчилася на конструктора одягу, закінчивши Московський технологічний інститут легкої промисловості, а потім й ГІТІС (майстерня Леоніда Топчієва). У часи розвалу радянського кінематографа працювала дилером в однієї з відомих компаній. Наприкінці 1990-х років повернулася до акторської професії.

### Особисте життя
Чоловік — Володимир, столяр-червонодеревець, будівельник;
син — Федір (нар 1987), мотомеханик.

## Творчість

### Фільмографія
1. 1973 — Москва — Кассіопея — Варя Кутейщикова (озвучила Ольга Громова)
2. 1974 — Підлітки у Всесвіті — Варя Кутейщикова
3. 1977 — Свідоцтво про бідність —  Алла Макєєва, дочка контрабандиста
4. 1978 — Спокуса — Маргарита
5. 1978 — Останній шанс — Брикіна, учениця ПТУ
6. 1979 — Іподром — Наташа
7. 1980 — Канікули Кроша — Віра
8. 1980 — Ранковий обхід — Морозова, пацієнтка Нечаєва
9. 1982 — Срібне ревю — Алабіна, актриса
10. 1983 — Люблю. Чекаю. Олена — Ольга
11. 1983 — Летаргія — дівчина на вечорі у Дадашева
12. 1984 — Через усі роки — Васса Дружиніна
13. 1984 — Вантаж без маркування — Юля
14. 1984 — Пора сідлати коней —
15. 1984 — Щаслива, Женька!
16. 1985 — Груба посадка
17. 1985 — Зимовий вечір у Гаграх — працівниця телебачення
18. 1985 — Не ходіть, дівки, заміж — кореспондентка
19. 1986 — Мій улюблений клоун — Леся Баттербардт, дружина Синіцина
20. 1986 — Срібляста нитка — Світлана Гончарова
21. 1986 — За покликом серця — Тамара Зернова, старший лейтенант протитанкової артилерії
22. 1987 — Топінамбури
23. 1988 — Убити дракона
24. 1989 — Гори димлять — Ольга
25. 1992 — Фатальні діаманти — епізодична роль
26. 1997 — Вчителька перша моя, або парубочий по-російські
27. 1999 — Будемо знайомі! — Вікторія Миколаївна, декан факультету журналістики
28. 2003 — Даша Васильєва. Любителька приватного розшуку — 1 (серія «Дантисти теж плачуть») — Людмила Конь
29. 2003 — Пригоди мага (3-я серія) — Алевтина, дружина Сохадзе
30. 2003 — Смерть піонерки
31. 2004 — Ангел пролетів — Альона, московська подруга Дмитра
32. 2005 — Авантюристка — Юлія Миколаївна, мати Тетяни
33. 2004—2013 — Кулагін та партнери
34. 2007 — Затемнення — мати Олі
35. 2007 — УГРО. Прості хлопці — Зінаїда Тимофіївна Верстакова
36. 2008 — Дві долі 3: Нове життя — Нонна Михайлівна Колеснікова, дружина губернатора.
37. 2011 — Терміново в номер — 3

### Ролі в театрі
- 2007 — Винуватець торжества — Віра Михайлівна, господиня квартири (реж. — н.а. РФ Валерій Нікітенко) (Продюсерський центр «Про. Ко. Медіа», Санкт-Петербурзький Антрепризний Театр Комедій)

### Дискографія
- 2010 — аудіокнига «Дари немовляти Христа» (The Gifts of the Child Christ and Other Tales (1882) Джорджа МакДональда, переклад Світлани Ліхачової, читає Ольга Бітюкова)[4]
- 2011 — аудіокнига «Паперові Маки» (автор Маріанна Вєхова. Паперові маки. Повість про дитинство, читає Ольга Бітюкова)[5]